# ليتل تشيشيل (كامبريدجشير)
ليتل تشيشيل (بالإنجليزية: Little Chishill)‏ هي قرية تقع في المملكة المتحدة في إنجلترا.